# Fasil Ghebbi

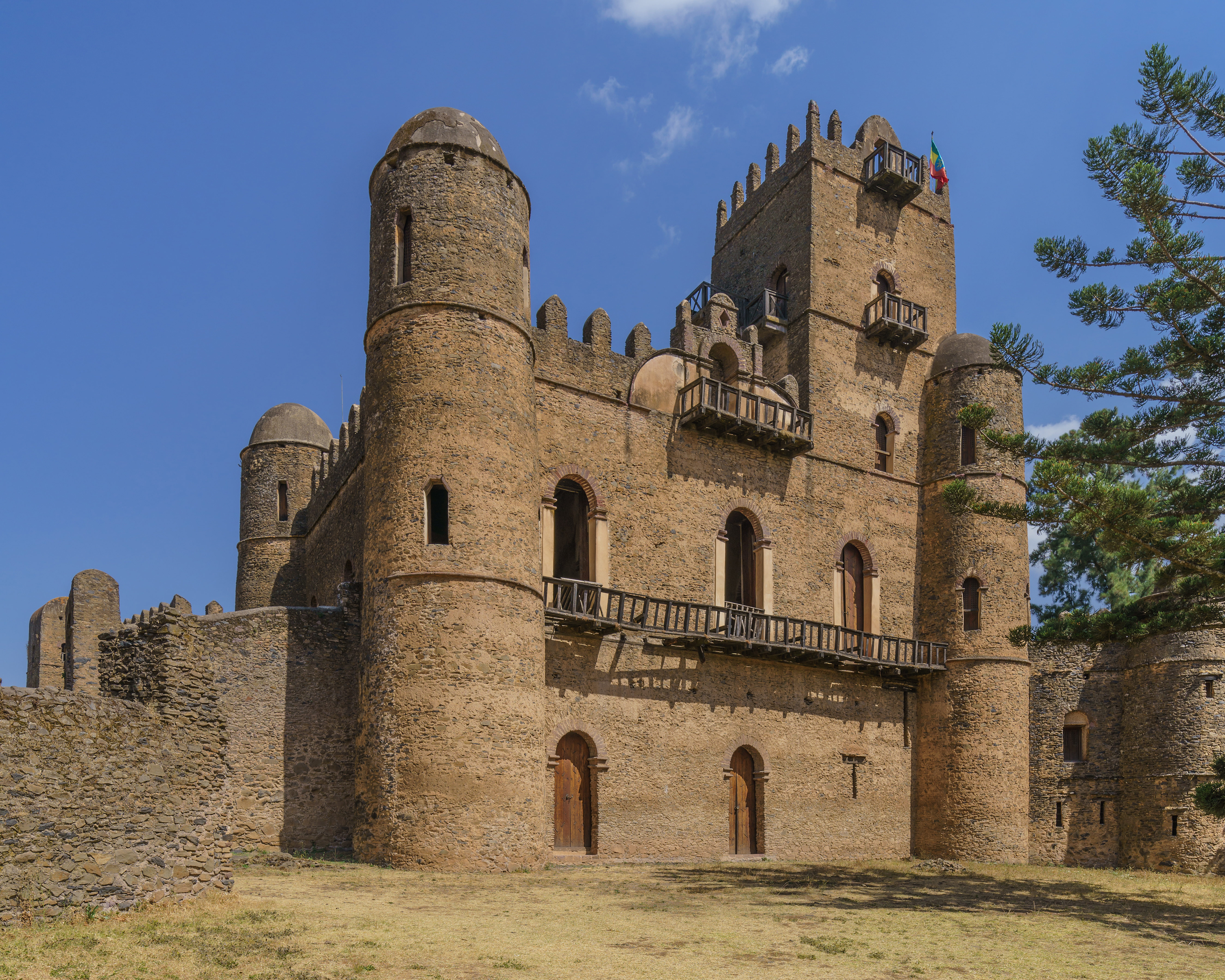

Fasil Ghebbi i Gondarregionen i Etiopien upptogs 1979 på Unescos världsarvslista.
Gondar gjordes till huvudstad av kejsaren Fasil, Fasilidas, 1632. Kyrkan Debre Birhan Selasie har en grovhuggen arkitektur och vasstak, men väggarna pryds av fresker ur Bibeln. Sägnen säger att en bisvärm hindrade muslimer från att förstöra kyrkan. Det fanns drygt tjugo kyrkor i staden, men de flesta förstördes i räder under 1800-talet.
I stadens centrum ligger det muromgärdade palatsområdet, Fasil Ghebbi, där 1600-talets och 1700-talets kejsare försökt överträffa varandra med pampiga platsbyggnader. Området är numera museum.